# ナーシングホーム
ナーシングホーム（英: Nursing home、NH）は、アメリカ合衆国などにみられる日常的な医療・介護やリハビリを必要とする人のための施設。

## 形態
ナーシングホームは身体的・精神的な理由により日常的介護や24時間の医療サービスを必要とする重度の要介護者・要看護者を対象としている。
日本の特別養護老人ホームに近いものの、ナーシングホームは高齢者のみを対象とする施設ではなく高度の障害をもつ若年者なども対象としている。病院に近い設備と体制を有するが、日常生活の介護に重点があり医師や看護師よりも介護士の数が充実している。
実際には2007年の統計では入所者の88％が65歳以上、 45％が85歳以上である。ナーシングホームは、高額な費用、ケアの質、プライバシーの確保が十分でない生活環境などが問題となっている。費用負担が重く、高齢者全体に占めるナーシングホームの入所者の割合は、65-84歳で2％、85歳以上でも14％にとどまる。
短期滞在型の施設もある。公的医療保険のメディケアでは、病院の退院直後の3カ月に限り、通院で専門的なケアを受けることが不可能な場合にはナーシングホームのスキルド・ケア（skilled care）を利用できる。3カ月を超える場合は、メディケイドの対象となる低所得者はその給付を受けるが、それ以外の人は他の保険の給付を受けるか自己負担となる。